# Amantis basilana
Amantis basilana är en bönsyrseart som beskrevs av Morgan Hebard 1920. Amantis basilana ingår i släktet Amantis och familjen Mantidae. Inga underarter finns listade i Catalogue of Life.